# Chuyến bay nội địa dài nhất thế giới

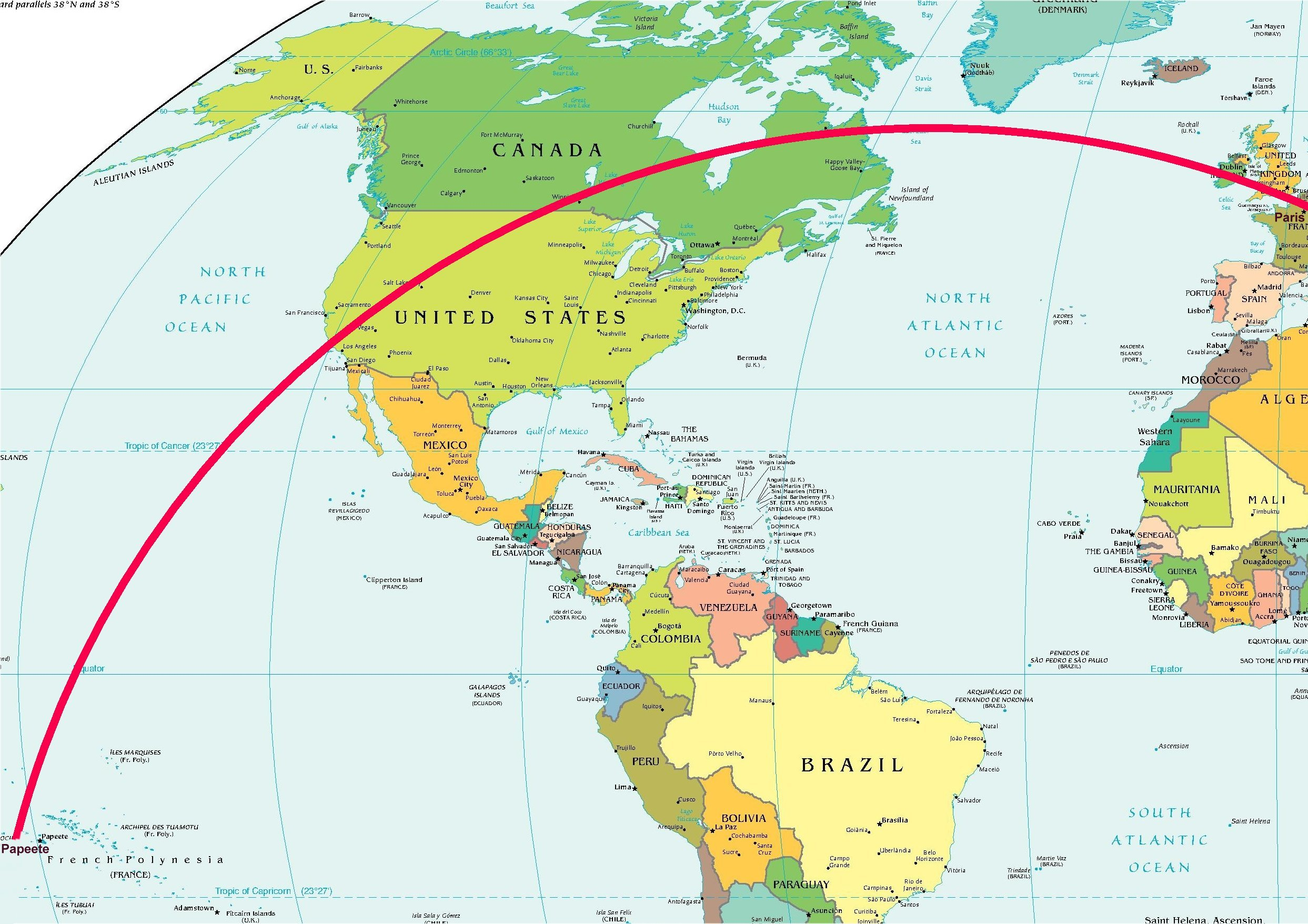
Đường bay của TN64, từ Papeete đến Paris và ngược lại

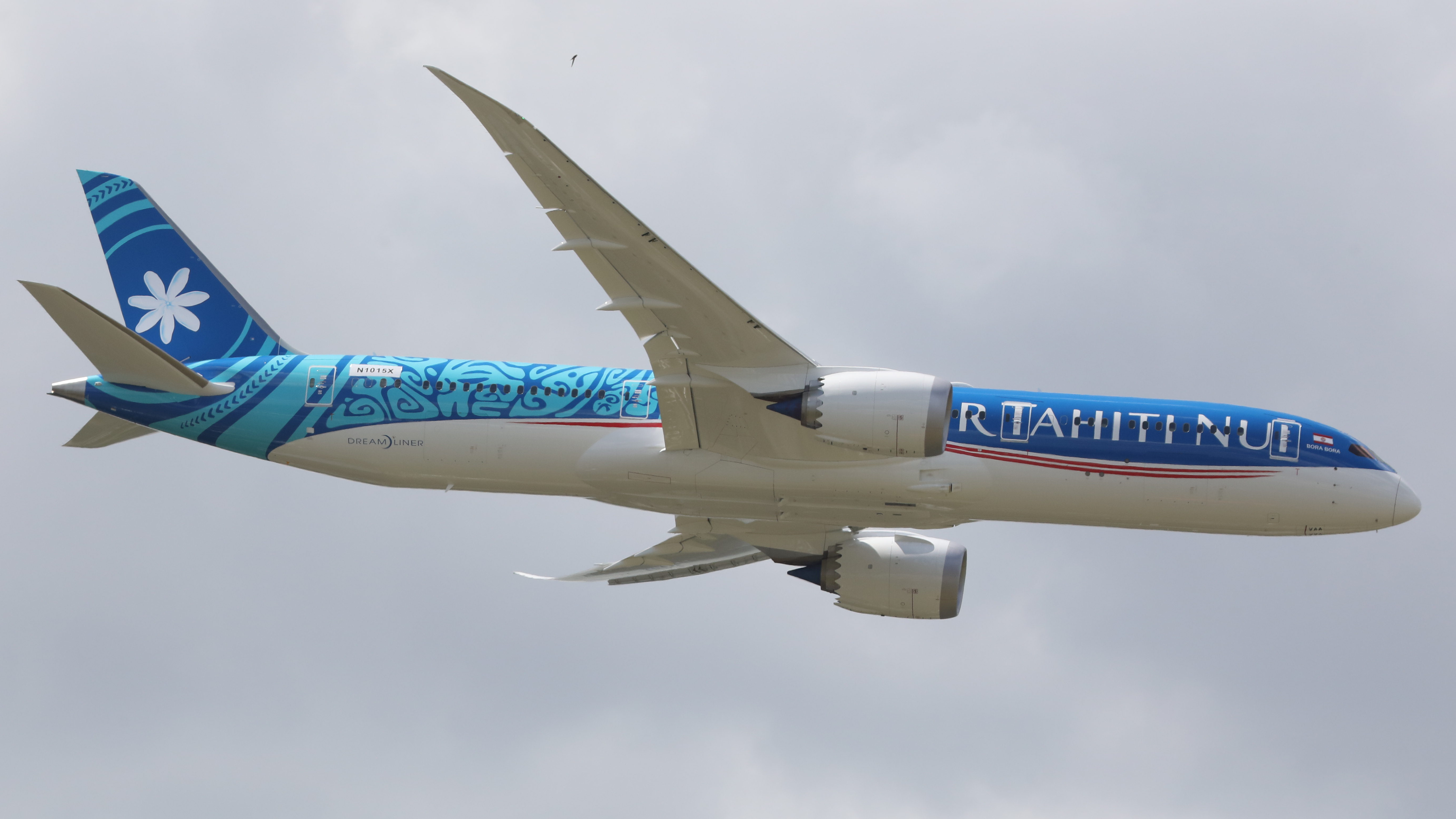
Máy bay Dreamiti Air Tahiti Nui Boeing 787-9

Chuyến bay nội địa dài nhất thế giới xuất hiện vì đại dịch COVID-19. Chuyến bay mất 16 giờ và bay giữa Papeete, Tahiti ở Polynesia thuộc Pháp và Paris, Pháp, tổng quãng đường là 15.715 km. Vì chuyến bay này đi qua các vùng lãnh thổ thuộc Pháp nên nó được coi là một chuyến bay nội địa.

## Tổng quan
Chuyến bay nội địa dài nhất thế giới được khai thác bởi Air Tahiti Nui, một hãng hàng không của Pháp. Chuyến bay thực hiện quãng đường tổng cộng 15.715 kilômét (8.485 nmi; 9.765 mi), băng qua Papeete, Tahiti và Paris, Pháp, mất khoảng 16 giờ. Chuyến bay mang số hiệu TN64 khởi hành từ nhà ga Phi trường Tahiti, Sân bay quốc tế Faa'a vào ngày 14 tháng 3 lúc 3 giờ 14 phút sáng và đáp xuống sân bay Charles de Gaulle ở Paris lúc 6 giờ sáng, ngày 16 tháng 3, theo giờ địa phương mà không dừng lại để lấy nhiên liệu. Máy bay chỉ chứa một phần hành khách.
Hãng hàng không Pháp đã phát triển tuyến bay thẳng này do hậu quả của đại dịch coronavirus và các hạn chế tiếp theo do Hoa Kỳ đặt ra đối với các chuyến bay quốc tế, bắt đầu từ ngày 11 tháng 3. Trước đại dịch, các máy bay đi từ Papeete đến Sân bay Charles de Gaulle sẽ quá cảnh tại sân bay Quốc tế Los Angeles để tiếp nhiên liệu trước khi tiếp tục hành trình. Máy bay Dreamcraft Boeing 787-9 được Air Tahiti Nui sử dụng bay với trọng tải nhỏ hơn để có thể đạt được quãng đường dài mà không dừng lại để nạp thêm nhiên liệu.
Hãng hàng không Pháp hiện đang tìm kiếm những con đường khác để khỏa lấp khoảng cách dài bất thường giữa Paris và lãnh thổ Polynesia thuộc Pháp ở Thái Bình Dương. Hãng đang xem xét một điểm dừng chân tại Vancouver, Canada. Một khả năng khác là hòn đảo nhỏ Pointe-a-Pitre ở Guadeloupe, một quần đảo tạo thành một khu vực hải ngoại của Pháp ở vùng biển Caribbean. Kỷ lục về chuyến bay thương mại dài nhất trước đây thuộc về Singapore Airlines khi họ bay từ Singapore đến Newark. Tổng quãng đường dài 15.343 kilômét (8.285 nmi; 9.534 mi).